# Stradivarius (cheval)
 (juin 2025).
Pour les articles homonymes, voir Stradivarius (homonymie).
Stradivarius est un cheval de course pur-sang anglais, né en 2014, spécialiste des courses de plat et membre du Hall of Fame des courses britanniques. Propriété de son éleveur Bjorn Nielsen, il est entraîné en Angleterre par John Gosden et monté en course par Lanfranco Dettori. S'exprimant sur longues distances, il a été élu trois fois stayer de l'année en Europe.

## Carrière de courses
Stradivarius débute à l'automne de ses 2 ans par une cinquième place dans un maiden sur le petit hippodrome de Nottingham, puis enchaine par une quatrième place dans un autre maiden sur le mile de Newmarket, derrière un certain Cracksman, son compagnon d'entraînement et futur champion. Il trouve enfin son jour en novembre sur la piste synthétique de Newcastle et s'en tient là pour cette année 2016. Au printemps suivant Stradivarius passe, comme le font souvent les pensionnaires de John Gosden, par le circuit des handicaps, modestes en l'occurrence. Il en remporte un, termine deuxième d'un autre, puis attaque sans transition les courses de haut niveau et tout de suite se révèle comme une recrue de premier plan dans le registre des longues distances : il remporte le Queen's Vase (Gr.2) durant le meeting royal d'Ascot face à ses contemporains puis défie avec succès ses aînés dans la Goodwood Cup, qui vient d'être promu dans la catégorie groupe 1. En seulement deux courses, Stradivarius s'affirme comme l'un des meilleurs stayers d'Europe. Et il le confirme en prenant la troisième place du St Leger de Doncaster puis celle de la British Champions Long Distance Cup en fin d'année, derrière celui qui est peut-être le meilleur stayer depuis deux ans, Order of St George.
Nanti d'un nouveau statut, Stradivarius entame sa troisième campagne avec de grandes ambitions. Il effectue une rentrée victorieuse dans la Yorkshire Cup puis vient déjà l'heure du meeting d'Ascot et de sa Gold Cup, la course reine des stayers disputée sur 4 000 mètres. Order of St George, vainqueur de l'édition 2016, est à nouveau de la partie, accompagné par le Français Vazirabad, véritable champion déjà triple lauréat de groupe 1. Mais c'est bien le partenaire de celui qui s'est installé comme son jockey attitré, Lanfranco Dettori, qui dicte sa loi : Stradivarius devance Vazirabad de 3/4 de longueurs et relègue Order of St George à la quatrième place. Désormais il n'a plus d'adversaires à sa hauteur et enchaîne les victoires : une deuxième Goodwood Cup, la Lonsdale Cup (une victoire qui lui vaut d'encaisser un chèque d'un million de livres promis au vainqueur de la triplette des "Cups" précitées) et la British Champions Long Distance Cup pour terminer l'année. Avec à la clef, un premier titre, évident, de stayer de l'année en Europe.
L'année 2019 est presque parfaite pour le maître incontesté des épreuves de longue haleine, toutes les "Cup" sont pour lui : la Yorkshire Cup, une deuxième Gold Cup, la Goodwood Cup, qui est décidément sa chasse gardée, la Lonsdale Cup (et le chèque d'un million de livres qui va avec), la Doncaster Cup. Il devient le quatrième cheval à boucler la Triple Couronne des stayers (Gold Cup, Goodwood Cup, Doncaster Cup) après Isonomy en 1879, Alycidon en 1949 et Le Moss en 1980. Un seul accroc, pour sa dernière sortie de l'année, lorsque l'Irlandais Kew Gardens le devance d'un nez à l'arrivée de la British Champions Long Distance Cup. C'est sa première défaite depuis deux ans. Mais elle ne l'empêche pas de conserver son titre de stayer européen de l'année. En 2020 Stradivarius, 6 ans, repart en campagne à un âge où presque tous ses contemporains s'adonnent depuis longtemps aux joies de la reproduction. Sept mois après sa dernière sortie publique, il s'aventure sur une distance inhabituelle pour lui, les 2 400 mètres de la Coronation Cup. C'est une tentative risquée, car non seulement il fait sa rentrée, mais l'opposition est de haute volée, avec le champion Ghaiyyath et le Derby-winner Anthony Van Dyck. Mais c'est aussi un test, car son entourage envisage sérieusement de lui faire tenter sa chance, à lui qui n'a plus rien à prouver chez les stayers, dans le Prix de l'Arc de Triomphe à l'automne, l'épreuve-reine sur les 2 400 mètres de Longchamp. Stradivarius fait bonne figure et se classe troisième, à distance toutefois de Ghaiyyath et Anthony Van Dyck. Il ne tarde pas à revenir à ses amours en se présentant au départ d'une troisième Gold Cup pour tenter de devenir le troisième cheval à inscrire trois fois son nom au palmarès après Sagaro dans les années 70 et le grand Yeats, qui lui en a gagné quatre dans les années 2000. Il y signe la plus éclatante de ses victoires : dix longueurs sanctionnent son écrasante supériorité. Et ça continue. Il enchaîne avec une quatrième victoire dans la Goodwood Cup, un record évidemment. Reste à relever le défi de l'Arc. Stradivarius s'y prépare avec une bonne deuxième place dans la préparatoire pour chevaux d'âge, le Prix Foy, devancé de peu par Anthony Van Dyck. Mais dans la grande course, associé à Olivier Peslier, il ne peut se mêler à la lutte finale, échouant à la septième place juste derrière la grande Enable et à bonne distance du lauréat Sottsass. Après cette déconvenue, toute relative étant donné qu'il n'était pas sur sa distance de prédilection, Stradivarius revient se rassurer dans la British Champions Long Distance Cup, mais à la surprise générale il s'y noie complètement, terminant dans le lointain. Le vainqueur est un certain Trueshan. Stradivarius est élu, une troisième fois, stayer de l'année.
L'automne 2020 aura été sombre, mais l'heure de la retraite n'a pas encore sonné pour Stradivarius. Le vétéran retourne au combat l'année suivante et montre qu'il n'a rien perdu de sa superbe  en s'imposant dès sa rentrée dans les Sagaro Stakes. Et le voilà prêt à égaler le record de Yeats dans la Gold Cup. Sauf que, une nouvelle fois, il doit s'incliner et termine seulement quatrième. Un accident semble-t-il, car malgré l'impasse faite sur la Goodwood Cup (apanage de Trueshan, encore lui), la litanie des succès reprend : triplé dans la Lonsdale Cup et doublé dans la Doncaster Cup, sa dix-septième victoire de groupe, ce qui lui permet d'égaler le record européen du nombre de victoires à ce niveau que détenait seul Cirrus des Aigles. Puis un nouveau déplacement à Longchamp, mais cette fois pour le Prix du Cadran, où il subit la loi de Trueshan, encore lui, et par quatre longueurs et demie. Enfin, une troisième place dans la British Champions Long Distance Cup confirme que Stradivarius a abandonné le leadership au vainqueur du jour, son successeur au titre de stayer de l'année, Trueshan.
Increvable, Stradivarius, 8 ans, revient à la compétition en mai 2022 pour s'offrir une troisième Yorkshire Cup, ce qui au passage fait de lui le seul détenteur du record européen du nombre de victoires de groupe. Mais, courant après un quatrième succès dans la Gold Cup, il doit composer avec l'appétit de jeunes stayers qui venaient de naître à l'époque où lui remportait sa première Gold Cup. Le poids des années, un parcours malheureux et une monte pour une fois peu inspirée de Lanfranco Dettori, auront raison de lui : il ne peut faire mieux que troisième derrière ses cadets Kyprios et Mojo Star. Petite défaite au fond, mais grande conséquence : Dettori est débarqué par le mécontent propriétaire du cheval, et remplacé par Andrea Atzeni, qui l'a déjà monté plusieurs fois. Ce duo reconstitué tente de reprendre sa couronne dans la Goodwood Cup, mais à l'issue d'un formidable match entre les trois meilleurs stayers du monde, c'est Kyprios (qui n'était pas né lorsque Stradivarius remportait sa première Goodwood Cup) qui s'impose à nouveau devant Stradivarius et Trueshan.   
On l'ignore alors, mais c'est la dernière fois que l'on voit Stradivarius en piste. En septembre 2022, Bjorn Nielsen annonce que son champion souffrant, d'une petite blessure, se retire et deviendra étalon à l'Irish National Stud. C'est la fin d'une carrière hors du commun, tant Stradivarius restera dans l'histoire des courses pour sa longévité, son palmarès, son rating (125, le plus haut décerné au XXIe siècle à un cheval de longues distances... jusqu'à Kyprios, son successeur tout désigné), sa longue série d'invincibilité et ses records (surtout celui, presque irréel, du nombre de courses de groupe remporté, 18). Autant d'éléments qui font de lui l'un des plus grands stayers de l'histoire, un statut confirmé par son élection au Hall of Fame des courses britanniques en 2023.   

### Résumé de carrière
| Date         | Hippodrome  | Pays        | Course                              | Statut      | Distance    | Jockey      | Place       | Écart       | Vainqueur ou deuxième | Temps       |
| 2016, 2 ans  | 2016, 2 ans | 2016, 2 ans | 2016, 2 ans                         | 2016, 2 ans | 2016, 2 ans | 2016, 2 ans | 2016, 2 ans | 2016, 2 ans | 2016, 2 ans           | 2016, 2 ans |
| ------------ | ----------- | ----------- | ----------------------------------- | ----------- | ----------- | ----------- | ----------- | ----------- | --------------------- | ----------- |
| 5 octobre    | Nottingham  | Royaume-Uni | Maiden                              |             | 1 700 m     | R. Havlin   | 5e / 9      | 4 ½         | Contrapposto          | 1'46"77     |
| 19 octobre   | Newmarket   | Royaume-Uni | Maiden                              |             | 1 600 m     | L. Dettori  | 4e / 10     | 6           | Cracksman             | 1'37"68     |
| 7 novembre   | Newcastle   | Royaume-Uni | Maiden                              |             | 1 600 m     | R. Havlin   | 1er / 6     | tête        | Bowerman              | 1'40"34     |
| 2017, 3 ans  |             |             |                                     |             |             |             |             |             |                       |             |
| 19 avril     | Beverley    | Royaume-Uni | Handicap                            |             | 2 000 m     | R. Tart     | 1er / 6     | 6           | Election Day          | 2'02"04     |
| 10 mai       | Chester     | Royaume-Uni | Handicap                            |             | 2 500 m     | L. Dettori  | 2e / 8      | 1/2         | Here And Now          | 2'35"05     |
| 23 juin      | Ascot       | Royaume-Uni | Queen's Vase                        | Gr. 2       | 2 800 m     | A. Atzeni   | 1er / 13    | encolure    | Count Octave          | 3'01"47     |
| 1er août     | Goodwood    | Royaume-Uni | Goodwood Cup                        | Gr. 1       | 3 200 m     | A. Atzeni   | 1er / 14    | 1 ¾         | Big Orange            | 3'25"47     |
| 14 septembre | Doncaster   | Royaume-Uni | St Leger                            | Gr. 1       | 2 920 m     | J. Doyle    | 3e / 11     | 1/2         | Capri                 | 3'04"04     |
| 21 octobre   | Ascot       | Royaume-Uni | British Champions Long Distance Cup | Gr. 2       | 3 200 m     | L. Dettori  | 3e / 13     | 1           | Order of St. George   | 3'37"84     |
| 2018, 4 ans  |             |             |                                     |             |             |             |             |             |                       |             |
| 18 mai       | York        | Royaume-Uni | Yorkshire Cup                       | Gr. 2       | 2 800 m     | L. Dettori  | 1er / 8     | 3           | Desert Skyline        | 2'55"15     |
| 21 juin      | Ascot       | Royaume-Uni | Gold Cup                            | Gr. 1       | 4 000 m     | L. Dettori  | 1er / 9     | 3/4         | Vazirabad             | 4'21"08     |
| 31 juillet   | Goodwood    | Royaume-Uni | Goodwood Cup                        | Gr. 1       | 3 200 m     | A. Atzeni   | 1er / 6     | 1/2         | Torcedor              | 3'30"56     |
| 24 août      | York        | Royaume-Uni | Lonsdale Cup                        | Gr. 2       | 3 300 m     | L. Dettori  | 1er / 9     | 1 ½         | Count Octave          | 3'29"69     |
| 20 octobre   | Ascot       | Royaume-Uni | British Champions Long Distance Cup | Gr. 2       | 3 200 m     | L. Dettori  | 1er / 6     | 1 ½         | Thomas Hobson         | 3'37"51     |
| 2019, 5 ans  |             |             |                                     |             |             |             |             |             |                       |             |
| 17 mai       | York        | Royaume-Uni | Yorkshire Cup                       | Gr. 2       | 2 800 m     | L. Dettori  | 1er / 8     | 3/4         | Southern France       | 3'01"21     |
| 20 juin      | Ascot       | Royaume-Uni | Gold Cup                            | Gr. 1       | 4 000 m     | L. Dettori  | 1er / 11    | 1           | Dee Ex Bee            | 4'21"08     |
| 30 juillet   | Goodwood    | Royaume-Uni | Goodwood Cup                        | Gr. 1       | 3 200 m     | L. Dettori  | 1er / 5     | encolure    | Dee Ex Bee            | 3'29"11     |
| 23 août      | York        | Royaume-Uni | Lonsdale Cup                        | Gr. 2       | 3 300 m     | L. Dettori  | 1er / 4     | 1 ¼         | Dee Ex Bee            | 3'27"06     |
| 13 septembre | Doncaster   | Royaume-Uni | Doncaster Cup                       | Gr. 2       | 3 600 m     | L. Dettori  | 1er / 5     | 1 ¾         | Cleonte               | 3'59"28     |
| 19 octobre   | Ascot       | Royaume-Uni | British Champions Long Distance Cup | Gr. 2       | 3 200 m     | L. Dettori  | 2e / 6      | nez         | Kew Gardens           | 3'29"49     |
| 2020, 6 ans  |             |             |                                     |             |             |             |             |             |                       |             |
| 5 juin       | Newmarket   | Royaume-Uni | Coronation Cup                      | Gr. 1       | 2 400 m     | L. Dettori  | 3e / 7      | 5           | Ghaiyyath             | 2'25"89     |
| 18 juin      | Ascot       | Royaume-Uni | Gold Cup                            | Gr. 1       | 4 000 m     | L. Dettori  | 1er / 8     | 10          | Nayef Road            | 4'32"60     |
| 28 juillet   | Goodwood    | Royaume-Uni | Goodwood Cup                        | Gr. 1       | 3 200 m     | L. Dettori  | 1er / 7     | 1           | Nayef Road            | 3'35"07     |
| 13 septembre | Longchamp   | France      | Prix Foy                            | Gr. 2       | 2 400 m     | L. Dettori  | 2e / 6      | cte enc.    | Anthony Van Dyck      | 2'33"27     |
| 4 octobre    | Longchamp   | France      | Prix de l'Arc de Triomphe           | Gr. 1       | 2 400 m     | O. Peslier  | 7e / 11     | 6 ¾         | Sottsass              | 2'39"30     |
| 17 octobre   | Ascot       | Royaume-Uni | British Champions Long Distance Cup | Gr. 2       | 3 200 m     | L. Dettori  | 12e / 13    | 62          | Trueshan              | 3'35"75     |
| 2021, 7 ans  |             |             |                                     |             |             |             |             |             |                       |             |
| 28 avril     | Ascot       | Royaume-Uni | Sagaro Stakes                       | Gr. 3       | 3 200 m     | L. Dettori  | 1er / 6     | 1           | Ocean Wind            | 3'30"75     |
| 17 juin      | Ascot       | Royaume-Uni | Gold Cup                            | Gr. 1       | 4 000 m     | L. Dettori  | 4e / 12     | 7 ¼         | Subjectivist          | 4'20"28     |
| 20 août      | York        | Royaume-Uni | Lonsdale Cup                        | Gr. 2       | 3 300 m     | L. Dettori  | 1er / 4     | tête        | Spanish Mission       | 3'30"87     |
| 10 septembre | Doncaster   | Royaume-Uni | Doncaster Cup                       | Gr. 2       | 3 600 m     | L. Dettori  | 1er / 5     | 2 ½         | Alerta Roja           | 3'53"02     |
| 4 octobre    | Longchamp   | France      | Prix du Cadran                      | Gr. 1       | 4 000 m     | L. Dettori  | 2e / 13     | 4 ½         | Trueshan              | 4'28"10     |
| 16 octobre   | Ascot       | Royaume-Uni | British Champions Long Distance Cup | Gr. 2       | 3 200 m     | L. Dettori  | 3e / 10     | 4           | Trueshan              | 3'30"68     |
| 2022, 8 ans  |             |             |                                     |             |             |             |             |             |                       |             |
| 13 mai       | York        | Royaume-Uni | Yorkshire Cup                       | Gr. 2       | 2 800 m     | L. Dettori  | 1er / 8     | 1           | Thunderous            | 2'58"33     |
| 16 juin      | Ascot       | Royaume-Uni | Gold Cup                            | Gr. 1       | 4 000 m     | L. Dettori  | 3e / 9      | 1 ¼         | Kyprios               | 4'26"52     |
| 26 juillet   | Goodwood    | Royaume-Uni | Goodwood Cup                        | Gr. 1       | 3 200 m     | A. Atzeni   | 2e / 9      | enc.        | Kyprios               | 3'26"84     |

## Au haras
En 2023, Stradivarius intègre le National Stud britannique, où il est proposé au tarif de £ 10 000 la saillie. 

## Origines
Stradivarius est un fils du grand Sea The Stars, auteur entre autres exploits de l'unique triplé Guinées / Derby / Arc de Triomphe de l'histoire, devenu par la suite un étalon exceptionnel. Sa mère Private Life, placée de Listed a donné deux autres bons chevaux, l'Allemand Persian Storm (Monsun) lauréat de deux groupe 3 et Rembrandt Van Rijn (Rip Van Winkle), troisième d'un groupe 3 à Abu Dhabi. Cette famille maternelle est une souche Wildenstein puisque la troisième mère de Stradivarius n'est autre que l'illustre Pawneese, véritable championne qui rafla en 1976 les Oaks, le Prix de Diane et les King George VI & Queen Elizabeth Stakes.

### Pedigree
| Origines de Stradivarius (IRE), mâle alezan né en 2014 | Origines de Stradivarius (IRE), mâle alezan né en 2014 | Origines de Stradivarius (IRE), mâle alezan né en 2014 | Origines de Stradivarius (IRE), mâle alezan né en 2014 |
| ------------------------------------------------------ | ------------------------------------------------------ | ------------------------------------------------------ | ------------------------------------------------------ |
| Père Sea The Stars 2006                                | Cape Cross 1994                                        | Green Desert                                           | Danzig                                                 |
| Père Sea The Stars 2006                                | Cape Cross 1994                                        | Green Desert                                           | Foreign Courier                                        |
| Père Sea The Stars 2006                                | Cape Cross 1994                                        | Park Appeal                                            | Ahonoora                                               |
| Père Sea The Stars 2006                                | Cape Cross 1994                                        | Park Appeal                                            | Balidaress                                             |
| Père Sea The Stars 2006                                | Urban Sea 1989                                         | Miswaki                                                | Mr. Prospector                                         |
| Père Sea The Stars 2006                                | Urban Sea 1989                                         | Miswaki                                                | Hopespringseternal                                     |
| Père Sea The Stars 2006                                | Urban Sea 1989                                         | Allegretta                                             | Lombard                                                |
| Père Sea The Stars 2006                                | Urban Sea 1989                                         | Allegretta                                             | Anatevka                                               |
| Mère Private Life 1997                                 | Bering 1983                                            | Arctic Tern                                            | Sea Bird                                               |
| Mère Private Life 1997                                 | Bering 1983                                            | Arctic Tern                                            | Bubbling Beauty                                        |
| Mère Private Life 1997                                 | Bering 1983                                            | Beaune                                                 | Lyphard                                                |
| Mère Private Life 1997                                 | Bering 1983                                            | Beaune                                                 | Barbra                                                 |
| Mère Private Life 1997                                 | Poughkeepsie 1992                                      | Sadler's Wells                                         | Northern Dancer                                        |
| Mère Private Life 1997                                 | Poughkeepsie 1992                                      | Sadler's Wells                                         | Fairy Bridge                                           |
| Mère Private Life 1997                                 | Poughkeepsie 1992                                      | Pawneese                                               | Carvin                                                 |
| Mère Private Life 1997                                 | Poughkeepsie 1992                                      | Pawneese                                               | Plencia (famille 9)                                    |